# Puig de la Tiula
El Puig de la Tiula és una muntanya de 416 metres que es troba entre els municipis del Montmell i de Sant Jaume dels Domenys, a la comarca del Baix Penedès.